# Dendropanax gonatopodus
Dendropanax gonatopodus là một loài thực vật có hoa trong Họ Cuồng cuồng. Loài này được (Donn.Sm.) A.C.Sm. mô tả khoa học đầu tiên năm 1941.